# 長島 (巴布亞新畿內亞)
5°21′S 147°7′E / 5.350°S 147.117°E

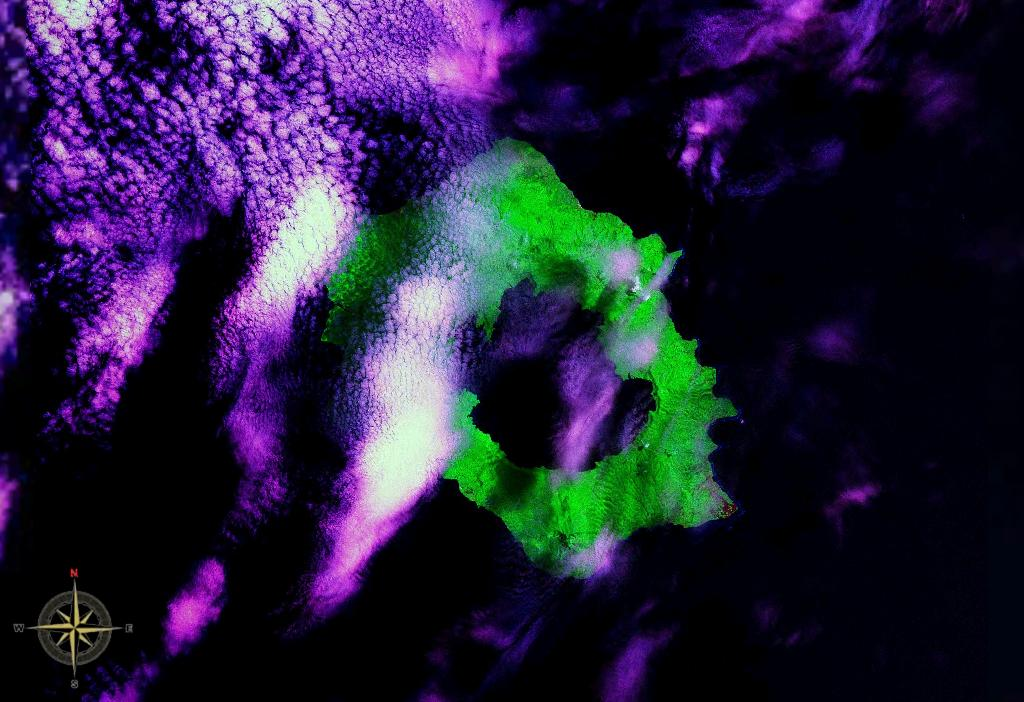

長島是巴布亞新幾內亞的火山島，位於俾斯麥海，由馬當省負責管轄，面積414平方公里，最高點海拔高度1,280米，最近一次火山噴發在1993年發生。

## 外部連結
- Global Volcanism Program: Long Island（页面存档备份，存于）